# Ярыженский
Ярыженский — хутор (бывшая станица Ярыженская) в Новоаннинском районе Волгоградской области России, в составе Берёзовского сельского поселения. Хутор расположен на правом берегу реки Бузулук в 30 км от города Новоаннинский.
Население — 171 (2010).

## История
Дата основания станицы Ярыженской не установлена. Активное заселение прибрежья Бузулука хопёрскими казаками происходило в начале XVII века. Ярыгин городок впервые упомянут в 1634 году в Уставе о пограничной службе. Ярыженцы приняли участие в освободительном восстании атамана Кондратия Булавина.
С 1802 года станица Ярыженская входила в Хопёрский округ Области Войска Донского. Согласно Списку населённых мест Земли Войска Донского в 1859 года в станице проживали 1055 мужчин и 1053 женщины.
Согласно переписи населения 1897 года в станице проживали 934 мужчины и 965 женщины. Исходя из данных переписи, большинство населения Ярыженской было неграмотным. Всего же насчитывалось грамотных мужчин — 321 (34 %), грамотных женщин — 48 (5 %). Следует, однако, иметь в виду, что % грамотных отсчитывался ото всей популяции, считая детей. Так, среди московских дворян грамотных оказалось 86 %, среди москвичей духовного звания - 87 %.
Согласно алфавитному списку населённых мест Области Войска Донского 1915 года, земельный надел в Ярыженской составлял 7895 десятин, здесь проживало 1200 мужчин и 1116 женщин, имелись станичное и хуторское правления, церковь, общественная ссудо-сберегательная касса, приходское училище, женское 3-го разряда училище.
Большевики разжаловали старую и заслуженную станицу в хутор. С 1928 года хутор Ярыженский - в составе Новоаннинского района Хопёрского округа (упразднён в 1930 году) Нижне-Волжского края (с 1934 года — Сталинградского края). В 1935 году включён в состав Бударинского района Сталинградского края (с 1936 года Сталинградской области, с 1954 по 1957 год район входил в состав Балашовской области). В 1953 году Ярыженский сельсовет был упразднён, а его территория включена в состав Берёзовского сельсовета. В 1960 году в связи с упразднением Бударинского района хутор Ярыженский вновь включён в состав Новоаннинского района

## География
Хутор находится в лесостепи, в пределах Хопёрско-Бузулукской равнины, являющейся южным окончанием Окско-Донской низменности, на правом берегу реки Бузулук. Центр хутора расположен на высоте около 80 метров над уровнем моря. В пойме Бузулука — пойменный лес. В окрестностях хутора имеются участки открытых песков. Почвы — чернозёмы обыкновенные, в пойме Бузулука — пойменные нейтральные и слабоксилые.
По автомобильным дорогам расстояние до областного центра города Волгоград составляет 280 км, до районного центра города Новоаннинский — 30 км.
Климат
Климат умеренный континентальный (согласно классификации климатов Кёппена — Dfb). Многолетняя норма осадков — 458 мм. В течение города количество выпадающих атмосферных осадков распределяется относительно равномерно: наибольшее количество осадков выпадает в июне — 51 мм, наименьшее в феврале — 25 мм. Среднегодовая температура положительная и составляет + 6,9 °С, средняя температура самого холодного месяца января −8,9 °С, самого жаркого месяца июля +21,8 °С.
Часовой пояс
Ярыженский, как и вся Волгоградская область, находится в часовой зоне МСК (московское время). Смещение применяемого времени относительно UTC составляет +3:00.

## Население
Динамика численности населения по годам:
| 1859 | 1873 | 1897 | 1915 | 1987 | 2002 |
| ---- | ---- | ---- | ---- | ---- | ---- |
| 2108 | 1479 | 1899 | 2316 | ≈320 | 160  |

| 2010 |
| ---- |
| 171  |